# Melozone albicollis
Melozone albicollis е вид птица от семейство Овесаркови (Emberizidae).

## Разпространение
Видът е разпространен в Мексико.